# Unprisoned
Unprisoned è una serie televisiva comica statunitense del 2023 creata da Tracy McMillan, con protagonisti Kerry Washington e Delroy Lindo.
La serie, prodotta da Onyx Collective, è distribuita su Hulu. In Italia è stata distribuita a partire dal 10 marzo 2023 su Disney+ come Star Original.

## Trama
La serie, basata sulla vita dell’ideatrice Tracy McMillan, parla di Paige Alexander, una terapista e madre single che deve fare i conti con il ritorno di suo padre Edwin, appena liberato dalla prigione dopo 17 anni.
Paige cerca di aiutare Edwin a reinserirsi nella società, ma scopre che non è semplice per un ex carcerato nero trovare un lavoro e una vita dignitosa. Nel frattempo, Paige deve anche occuparsi del suo figlio adolescente Finn.

## Episodi
| Stagione         | Episodi | Pubblicazione USA | Pubblicazione Italia |
| ---------------- | ------- | ----------------- | -------------------- |
| Prima stagione   | 8       | 2023              | 2023                 |
| Seconda stagione | 8       | 2024              | 2024                 |

## Personaggi e interpreti
- Paige Alexander, interpretata da Kerry Washington e Jordyn McIntosh (flashback); una terapista e madre single la cui vita viene sconvolta quando suo padre esce di prigione e si trasferisce a casa sua per vivere con lei e il  suo figlio adolescente.
- Edwin Alexander, interpretato da Delroy Lindo; il padre di Paige, un ex detenuto che cerca di ricostruire il suo rapporto con la figlia e il nipote dopo essere stato anni in carcere.
- Mal, interpretato da Marque Richardson; un assistente sociale maturo, sicuro e emotivamente intelligente che fa da mentore a Edwin.
- Finn, interpretato da Faly Rakotohavanail; figlio di Paige, un ragazzo intelligente e sensibile che trova nel nonno Edwin un nuovo punto di riferimento per la sua vita.
- Nadine, interpretata da Brenda Strong; la madre di Paige, una donna fredda e distante che ha un rapporto conflittuale con la figlia.
- Esti, interpretata da Jee Young Han; è la sorella di Paige, fa l'agente immobiliare.
- Fox, interpretato da Edwin Lee Gibson
- Bill, interpretato da Tim Daly; un uomo con cui Paige ha una relazione.

## Produzione
Il 13 maggio 2022, viene annunciato che Onyx Collective avrebbe prodotto Unprisoned, una serie di otto episodi di ABC Signature con Kerry Washington e Delroy Lindo. È stato annunciato anche che la Washington sarebbe stata anche produttrice esecutiva insieme a Pilar Savone attraverso la loro società di produzione Simpson Street.
Il 7 giugno 2023, Marque Richardson è stato scelto come personaggio regolare della serie. Nel dicembre successivo vengono annunciati Faly Rakotohavana e Jordyn McIntosh come personaggi regolari della serie.
Nel settembre del 2024, Kerry Washington annuncia sui social che la serie è stata cancellata dopo due stagioni.

## Distribuzione
La serie è stata distribuita in blocco il 10 marzo 2023, negli Stati Uniti sulla piattaforma streaming Hulu e, in contemporanea, su Disney+ e Star+ (America Latina), come Star Original.